# Erika Alcocer Luna
Erika Alcocer Luna (Tampico, Tamaulipas, 19 de julio de 1974) es una cantante, intérprete y actriz mexicana, se dio a conocer en el reality show musical de TV Azteca La Academia en la segunda generación, en 2003 obteniendo el primer lugar del programa, en 2018 participó en el reality La voz México de Televisa, regresando al ámbito musical.
Después de haber obtenido el primer lugar de la segunda edición de La Academia lanzó su primera y única producción discográfica «Devuélveme la vida» con Warner Music México, donde se desprendió el sencillo del mismo nombre, autoría del cantante español Antonio Orozco y un dueto con Yahir «El alma en pie». Este obtuvo más de 75 mil copias vendidas en el país. En su paso por La voz México lanzó un recopilado llamado «Como yo», con canciones de su autoría anteriormente lanzadas. 
Interpretó los temas de los programas de televisión La Academia (2019-2020) y Rutas de la vida (2022) y en 2024 interpreta el tema de la película Telma la unicornio.

## Biografía

### Primeros años
Erika Alcocer Luna nació en la ciudad de Tampico, Tamaulipas el 19 de julio de 1974. Es hija de Francisco Javier Alcocer y Laura Luz Luna.
A los 14 años de edad empezó a tomar clases de canto, de igual forma durante su estancia en el colegio fue la vocalista de un grupo musical.
En 1995 nació su hija llamada María José y en 2001 tuvo a su segundo hijo Erick, quien padece la discapacidad intelectual de Síndrome de Down.
En 1996 participa en el concurso Valores Juveniles Bacardí junto a su grupo musical.
Al poco tiempo se muda a la ciudad de San Luis Potosí, en 2002 hizo el casting para formar parte del reality show de canto Operación Triunfo, de Televisa, en dicha edición quedó como «Reserva», llegando a la última etapa de audiciones del programa.

### La Academia 2.ª Generación(2002-2003)
Después de haber participado en Operación Triunfo de Televisa, hizo el casting para formar parte del reality de canto de TV Azteca La Academia, en la segunda generación, donde destacó por interpretar temas en inglés como Nothing compares to you, I Will Always Love You y All by Myself, mismos que fueron incluidos en los discos del programa. Durante la cuarta emisión, la fecha del 5 de enero de 2003, recibió una beca de la Fundación John Langdon Down, de parte de Fundación Azteca para su hijo Erick, quién padece síndrome de Down.
Luego de 17 semanas, se coronó el día 30 de marzo del año 2003, cuando Myriam Montemayor ganadora de la edición anterior anunció a la ganadora de la segunda generación Erika en el Auditorio Nacional, obtuviendo un premio de dos millones, quinientos mil pesos ($2,500,000 M. N.).

### Trabajos posteriores:Desafío de estrellas, Devuélveme la vida, Las Reinas y teatro musical
Participa en el reality Desafío de estrellas, a una semana de haber obtenido su primer lugar, en dicho programa logró ser la única participante de la segunda edición en llegar a la final, donde llegó Myriam, Nadia, Yahir y Estrella, además el lanzamiento de su producción discográfica «Devuélveme la vida», con el sencillo del mismo nombre y el dueto «El alma en pie» con Yahir, producido por Warner Music México y dirigido por Óscar López, el cual logró vender más de 75,000 copias en el mercado en México, obteniendo la certificación de disco de oro, después participó en los programas Homenaje a y Estrellas de novela, en este último interpretó el tema principal junto a Myriam Montemayor y Yahir.
En 2004 Warner Music le otorga su carta de retiro, participa en el Festival Mundial de la canción en San Juan, Puerto Rico obteniendo el segundo lugar con el tema «Gente que ama», de los autores Alejandro Moro y Jorge Avendaño.
En 2005 participa en Te regalo mi canción, junto a la cantante Karen Espriu, en dueto de ayuda altruista, un año después participa en la segunda edición de Desafío de estrellas, donde fue eliminada repentinamente de la competencia. Después participa en la obra musical La Cenicienta y formó el trío «Las Reinas» con Aranza y Estrella, en 2007 interpretan el tema de la novela Se busca un hombre, llamado «Anuncio clasificado».
En 2008 lanza el sencillo virtual Supernova, el primero en Latinoamérica, con «Las Reinas» realizó una gira al interior de la república mexicana. En 2009 con este participa en El gran desafío de estrellas, lanzan el sencillo «Remolino», autoría de Amaury Gutiérrez, lanzado por la discográfica Universal Music Latin y al mismo tiempo lanzan el espectáculo «El norteño y Las Reinas» junto al comendiante Edson Zúñiga "El norteño",este concluye hasta el año 2011 con presentaciones en México y Estados Unidos.
En 2013 lanza una miniserie llamada «11:11», incluye el tema Igual que tú, cover de Someone Like You de Adele, aparece en el musical El mago de Oz, junto a la cantante Myriam Montemayor.
En 2015 logró bajar de peso (35 kilos de 100 kgs), le llegó la oportunidad de Playboy México de posar en una revista desnuda y ser playmate, lo cual la cantante lo rechazó, lanzó su primer sencillo oficial «Renuncié» en plataformas digitales.
En 2016 participa en la obra Monstruos el musical junto al actor Roberto Blandón,en el mismo año participa en el espectáculo MYST Sountrack junto a otros cantantes. En 2018 presenta el show Intima en el Lunario de la Ciudad de México y un recopilado con 7 canciones llamado «Como yo».

### La voz México(2018)
En 2018 participa en el reality show La voz México en Televisa, envíando su casting  a lo que es elegida para participar en el programa, buscando una oportunidad, en donde participaría Carlos Rivera como entrenador, quien también fuera ganador del reality de canto La Academia, después igual participó también la exintegrante Colette, sólo que a diferencia de esta, eligió a Rivera como preparador, provocando furor en redes sociales al no ser escogido y eligiendo a Maluma.
Audicionó con el tema en inglés Never Enough, interpretó el tema El triste en Las batallas, a dueto con Liliana García, llegó a las semifinales luego de que su preparador no le diera el pase a la final, debido a que en las audiciones no eligiera a Rivera, decisión que no favoreció a los entrenadores, interpreta el tema Tiempos de amor, quedando eliminada de la competencia. Vivió malos tratos de las entrenadoras Anitta y Natalia Jiménez, debido a comentarios emitidos.

### Últimos proyectos
En 2022 interpreta el tema de la serie Rutas de la vida de TV Azteca y regresa a La Academia a 20 años como invitada musical.
En 2024 participa en la gira Generaciones Tour de Bobo Producciones, producido por Ari Borovoy, con demás exintegrantes de La Academia.
En 2025 participa en el espectáculo Voces de reinas junto a Laura Zapata, Patricia Navidad y Liliana Rodríguez. Como actriz participa en Teatro en corto en una breve temporada.

## Discografía

#### Álbum
| Año  | Álbum de estudio   | Discográfica        |
| ---- | ------------------ | ------------------- |
| 2003 | Devuélveme la vida | Warner Music México |

Recopilatorios
- 2013: «11:11»
- 2018: «Como yo»

Sencillos
- 2013: Quédate mi recuerdo
- 2014: Si yo fuera tú
- 2015: Renuncié
- 2018: Como yo
- 2020: Becadatlón
- 2021: Cats Meowdley
- 2023: Ave María
- 2023: Un año de Navidad
- 2024: El himno de La Academia
- 2024: El alma en pie

## Giras musicales
- 2003: Erika, Camino al Éxito
- 2018: Intima
- 2024: Generaciones Tour

## Trayectoria

### Teatro
- 2006: La cenicienta
- 2013: El mago de Oz
- 2016: Monstruos el musical
- 2025: Teatro en corto

### Programas de televisión
- Operación Triunfo México (2002) - «Reserva»
- La Academia Segunda Generación (2002-2003) - Ganadora
- Desafío de estrellas (2003) - Participante (4.º lugar)
- Homenaje a (2003) - Concursante
- Estrellas de novela (2003) - Interpreta tema principal
- Te regalo mi canción (2005) - Participante
- Desafío de estrellas 2 (2006) - Participante
- Lo que la gente cuenta (2008) Ep. «El bosque de huemac», Laura
- Cambio de vida (2008) Ep. «Un hombre exitoso»
- Lo que callamos las mujeres (2008, 2014) Eps. «Erika», Ella misma; «Tú no vales nada», Tamara
- El gran desafío de estrellas (2009) - Participante
- La voz México (2018) - Participante / semifinalista
- La Academia 20 años (2022) - Invitada musical

## Controversia
En 2024 se vio envuelta en controversia debido a un video subido a sus redes sociales donde canta el tema Cielito lindo en la Gran Muralla china.